# 馬達加斯加交通
馬達加斯加的水陆交通因为政府疏于管理而处于欠发达状态。

## 鐵路

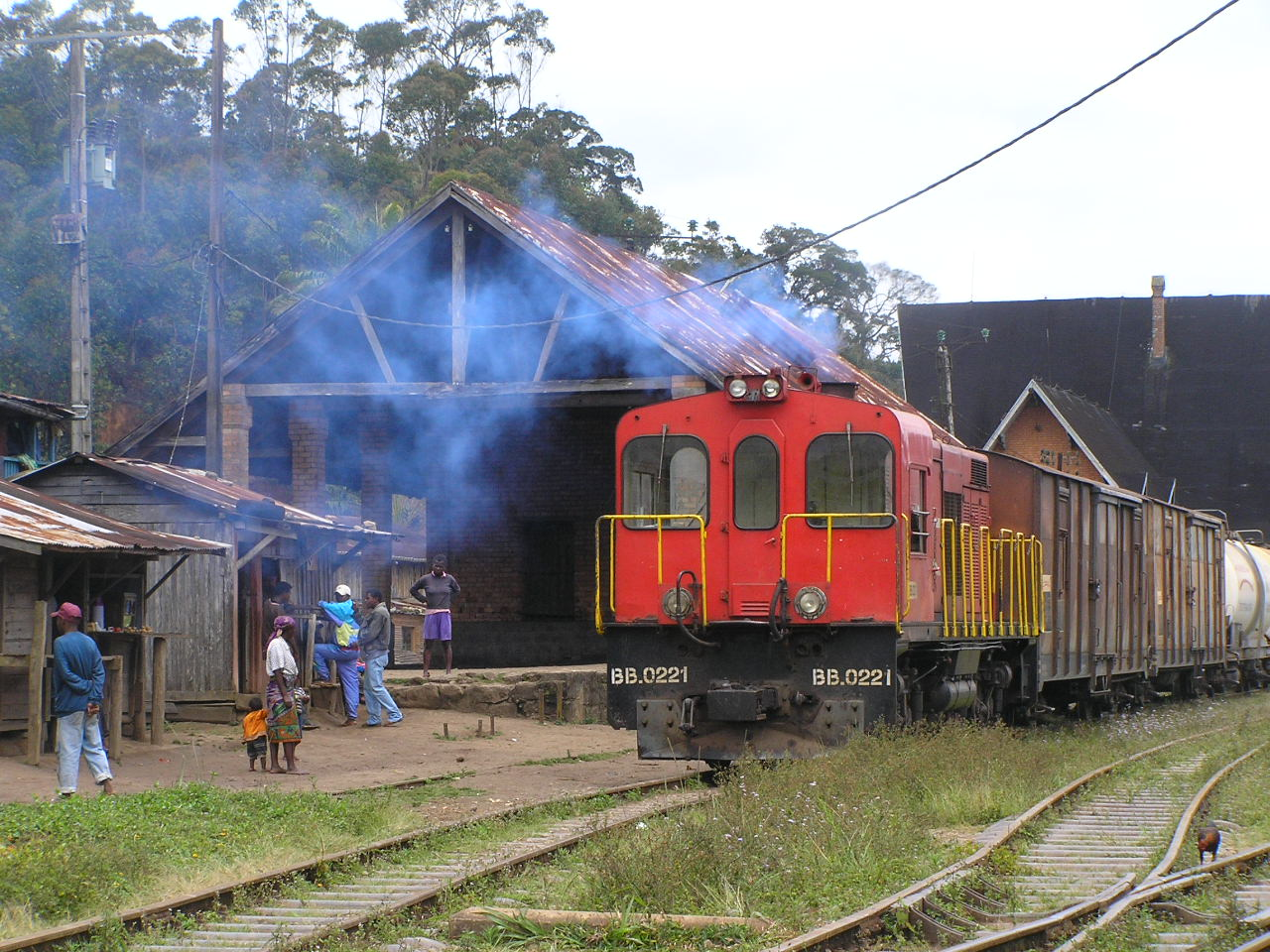
马达加斯加一列火车停靠在安达西贝的火車站

馬達加斯加主要的鐵路交通是由馬達鐵路經營。至2018年，马达加斯加已经拥有单轨铁路836公里。该国拥有两个独立运营的铁路系统，分别为连接首都塔那那利佛及海港城市圖阿馬西納的北部线路，以及连接菲亚纳兰楚阿和馬納卡拉的菲亚纳兰楚阿－东海岸铁路。均为法国占领时期修建。

## 公路
马达加斯加有公路31,640公里，但是因为年久失修，大部分公路在雨季均无法正常通行。但近年在中国等国家的援助修建下，马达加斯加有了更多路况良好的公路。

## 水路交通

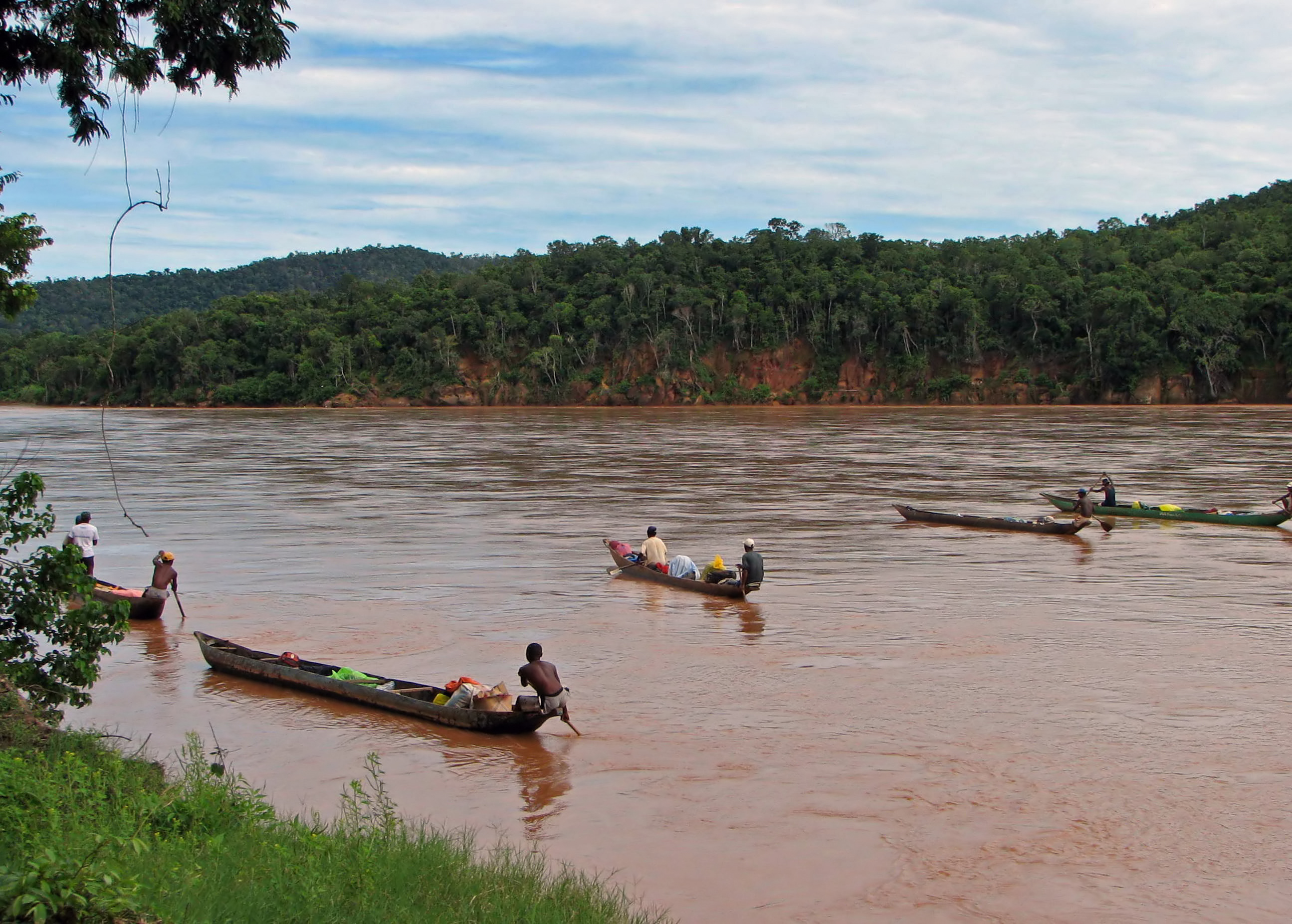
航行在齊里比希納河上的渔船

马达加斯加为海岛国家，水路交通是该国重要的交通方式。 马达加斯加有安齊拉納納、马哈赞加、圖阿馬西納、圖利亞拉等重要海港。其中圖阿馬西納自治港为该国吞吐量最大的海港。但流经马达加斯加广阔西部平原的多条河流因内陆侵蚀作用带来大量沉积物，影响了部分海港的正常运营。
马达加斯加河流众多但較短而湍急，且由于该国公路维护状况较差，部分路段仍需渡船连接。长达645公里的庞加拉纳运河是马达加斯加最大的运河系统，历经多次疏浚，大部分河段已经恢复通航。

## 機場
1999年數據

### 跑道已鋪平
- 共有：29個
- 長於3,047米：1個
- 2,438米至3,047米：2個
- 1,524米至2,437米：4個
- 914米至1,523米：20個
- 短於914米：2個

### 跑道未鋪平
- 共有：104個
- 1,524米至2,437米：3個
- 914米至1,523米：59個
- 短於914米：42個

## 外部連結
- 馬達巴士國內巴士服務，在2008年破產。
- 馬達加斯加直升機服務